# Anna Krystyna Lubomirska (1618-1667)
Ne doit pas être confondu avec Anna Krystyna Lubomirska (?-1701).
Anna Krystyna Lubomirska (1618-1667) est une princesse polonaise de la famille Lubomirski.

## Biographie
Anna Krystyna Lubomirska est la fille de Stanisław Lubomirski (1583-1649) et de Zofia Ostrogska.

## Mariage et descendance
Anna Krystyna Lubomirska épouse Albert Stanisław Radziwiłł.